# Lámpara de pie GATCPAC
Lámpara de pie GATCPAC es una luz realizada por el Grupo de Arquitectos y Técnicos Catalanes para el Progreso de la Arquitectura Contemporánea (GATCPAC) a finales de los años 1920 o principios de los años 1930. Se trata de una lámpara donde se puede ver la influencia germánica que tuvo el grupo. Se conserva muy poca documentación sobre el proceso de diseño y creación del mismo. Básicamente se concentra en dos referencias, una proveniente del arquitecto madrileño García Mercadal, que se muestra interesado por adquirir algunos ejemplares (marzo de 1932) y la otra, escasa, donde se menciona este objeto diseñado para ellos (noviembre de 1932), según la correspondencia que se encuentra en el archivo del Colegio Oficial de Arquitectos de Cataluña y Baleares.

## Historia
El GATCPAC (Grupo de Arquitectos y Técnicos Catalanes para el Progreso de la Arquitectura Contemporánea), creado en diciembre de 1930 fue el introductor de las ideas racionalistas en Cataluña. En abril de 1931, el grupo abría la sede social en Paseo de Gracia de Barcelona, que no hacía solamente las funciones de lugar de reunión de todos los socios de esta agrupación, sino que también, como evidenciaba el gran letrero de la fachada Construcción y amueblamiento de la Casa Contemporánea, era el espacio destinado a presentar y exponer materiales relacionados con la construcción moderna y con el acondicionamiento interior.
Los primeros años de actividad del GATCPAC su ideario estaba muy influenciado por lo que se había producido en el ámbito internacional y, sobre todo, en el contexto germánico, y ello conllevó que en aquellos primeros años el mobiliario de Mies van der Rohe o el de Marcel Breuer-que se vendían a dicha tienda-propiciara un interés por el mobiliario hecho a base de tubo y de superficies lisas de vidrio. Debe corresponder, pues, a la actividad de estos años el momento en que el GATCPAC elabora esta lámpara de pie.
Desde 1995, la firma Santa & Cole, Ediciones de Diseño, SA, ha retomado la fabricación y, a pesar de ser un producto del colectivo del GATCPAC, se ha querido atribuir a Josep Torres Clavé.

## Características
El carácter funcionalista de la lámpara recae, precisamente, en la forma como ha sido resuelto. A partir de un estilizado pie de base circular plana, se alza un tubo de sección cilíndrica para terminar en una pantalla campaniforme, en el interior de la cual se acopla una bombilla. La ingeniosa articulación de la pantalla permite orientarla, aunque la concepción privilegia que la pantalla se oriente siempre hacia el techo para dar una luz más indirecta a todo el espacio. Se trata, pues, de un objeto ambiental para el acondicionamiento interior en el que las preocupaciones de la época, ya iniciadas por Frank Lloyd Wright unos cuantos años antes, hicieron que la arquitectura fuera también modelada por la luz.

## Presencia en colecciones
Dos son las versiones que, en algunas colecciones privadas de Barcelona, se conservan y no hay diferencias en el planteamiento, ya que la variación proviene sólo del material. Una es hecha de aluminio repujado en la pantalla en el punto donde tiene el juego de orientación, y la otra es una versión hecha en latón, de modo que adquiere la tonalidad dorada. El Disseny Hub Barcelona en conserva un ejemplar.